# 塩化プロパルギル
塩化プロパルギル (propargyl chloride) とは、分子式が C3H3Cl と表される有機塩素化合物のひとつ。IUPAC名は 3-クロロ-1-プロピン。高い毒性と可燃性を持つ無色から褐色の液体。ベンゼンやエタノールなどとは混和するが、水には不溶。

## 用途
土壌の燻蒸剤、腐食防止剤、有機合成における合成中間体として用いられる。
アルコールとのウィリアムソン合成によりプロパルギルエーテルを与える。